# Hereford (raça)

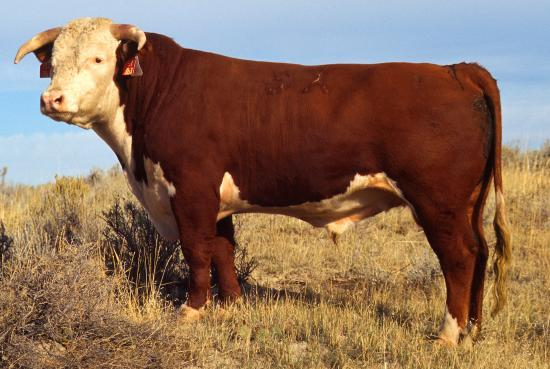
Exemplar de bou de la raça Hereford.

Hereford és una raça bovina originària d'Anglaterra, productora de carn.
Els animals d'aquesta raça s'identifiquen pel seu color rogenc amb taques blanques al cap, part posterior de les orelles, pit, ventres, part inferior dels membres i punta de la cua.

## Història
La raça s'origina a la zona sud-oest d'Anglaterra a Herefordshire. Hereford és una de les races productores de carn més importants del món, seleccionada des dels seus orígens, fa més de 200 anys, per ser una raça especialitzada fonamentalment en la producció de carn.
Els bovins de carn Hereford van tenir el seu origen a començament del segle xviii al comtat de Herefordshire, Anglaterra, a conseqüència de treballs realitzats per Benjamín Tomkins, amb bestiar de la seva propietat. Va ser ell un dels primers a dedicar-se a millorar animals exclusivament per a carn. Des d'aquest comtat, va passar als veïns, després a Irlanda, no trigant a estendre per tot el món. Està definitivament establert que, des de començaments del segle xviii, aquest bestiar va cridar l'atenció per posseir característiques distintives de color, conformació, constitució, mansuetud, tendència carnissera i temperament.

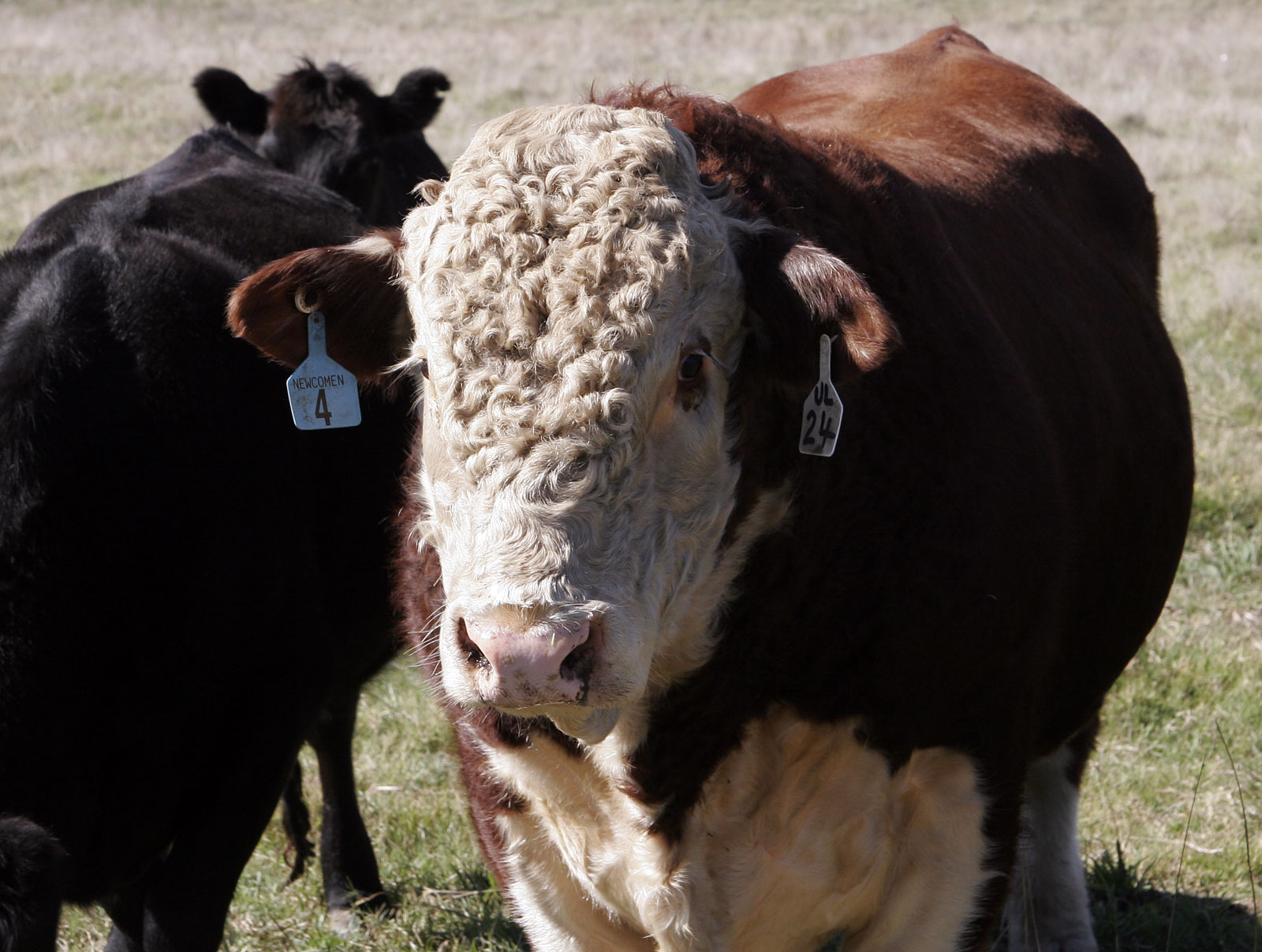
Un bou Hereford amb les banyes tallades.

Els Polled Hereford (Hereford motxo), són Hereford sense banyes, producte d'una mutació genètica. Aquesta varietat va tenir el seu origen en treballs realitzats pels senyors Warren Gamond de Des Moines, Iowa (EUA) i Messen M. Loyd Dree Bobcaineon, Ontario, Canadà a finals del segle passat. És una alternativa al procediment de tallar les banyes, cosa que causa estrès i pèrdua de pes en els animals.

### Varietats:Polled Hereford(Hereford motxo)
Emparentada amb la raça Hereford nana, la raça és famosa per la seva carn d'alta qualitat i les excel·lents característiques maternals de les femelles. Els animals Hereford són de temperament dòcil, la qual cosa permet un maneig més fàcil comparat amb el d'altres races de bestiar. La qualitat de la seva carn rivalitza amb la de la raça Aberdeen angus, que és molt més agressiva.
El consell mundial de la raça Hereford té la seu a Gran Bretanya. Actualment està compost per 19 països membres.

### Desenvolupament a l'Argentina (1858 - 1924)

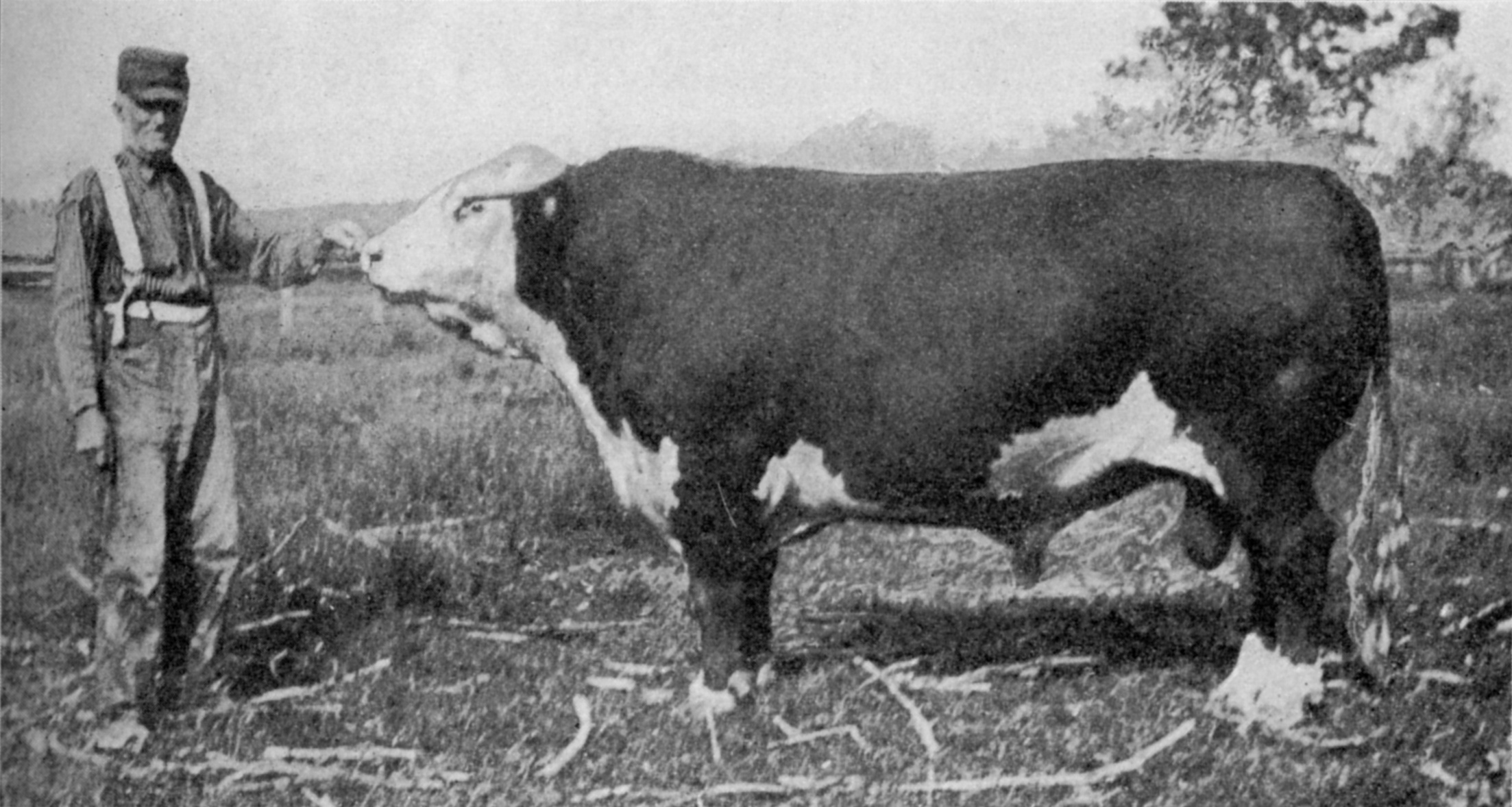
Bou Hereford el 1888.

D'aquest període són les primeres importacions i la creació d'importants cabanes i d'establiments, molts dels quals encara perduren, i són la conseqüència dels primers reproductors de pedigrí, que es van utilitzar per al mestissatge primer i per a la cria després.
El 1858 arriba a l'Argentina, per als senyors San Martín i Delia, la primera importació de bestiar Hereford de pedigrí va ser realitzada pel Sr. Leonardo Pereyra Iraola, el maig de 1862, quan va adquirir per a la seva cabana de San Juan a Quilmes, el Niàgara 2131, criat per John Taylor.
Per la seva part el primer polled Hereford de pedigrí arribà a l'Argentina importat per la cabana Las Hermanas de Rafael Herrera Vegas i Fills, el 1917, que adquirí a King Reyburn.
El Hereford i el Polled Hereford, a diferència de les altres races bovines que s'introduïren a l'Argentina, s'instal·laren, generalment, a la pampa humida, des d'on començaren, ràpidament, a escampar-se per zones més difícils. Avui estan establertes en cadascuna de les províncies argentines, des del nord de Jujuy i Formosa, fins a la precordillera i la zona més austral del continent, a Terra del Foc.
Tota la ramaderia de l'Argentina, va evolucionar positivament durant aquests anys. Això es va aconseguir gràcies al fet que el factor primordialment considerat per realitzar les importacions va ser la qualitat i no el cost dels reproductors. Això i el zel posat en la cria fan que el bestiar argentí sigui considerat un dels més fins del món.

## Distribució

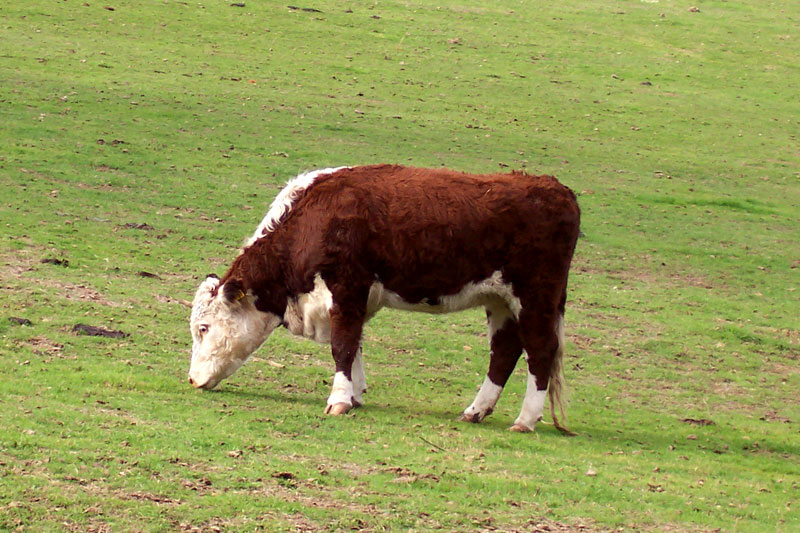
Exemplar de raça Hereford

Originalment de Herefordshire, Anglaterra, la raça és molt popular en zones temperades d'Austràlia, sud-oest dels Estats Units, nord-oest de Mèxic (on és conegut com a "Cara Blanca de Chihuahua, per ser durant molt temps, la raça de bestiar predominant en aquest estat), Argentina, Uruguai i Nova Zelanda. La raça és molt resistent i adaptable, ja que si bé s'origina en una zona freda i humida com Gran Bretanya, la mateixa ha prosperat amb gran èxit en climes molt més hostils. La raça s'ha adaptat gairebé a tots els climes continentals.